# Ханика, Сильвия
Сильвия Ханика (нем. Sylvia Hanika; род. 30 ноября 1959, Мюнхен) — западногерманская профессиональная теннисистка, бывшая пятая ракетка мира, лауреат награды WTA в номинации «Прогресс года» (1979). Победительница Avon Championships 1982 года и четырёх других турниров WTA в одиночном и парном разрядах, финалистка Открытого чемпионата Франции 1981 года в одиночном разряде, чемпионка ФРГ в помещениях и на открытых кортах.

## Игровая карьера
Сильвия Ханика, дочь баварского строителя, начала заниматься теннисом поздно — в возрасте 12 лет — но быстро зарекомендовала себя как потенциальная звезда германского тенниса. Когда Сильвии было 15 лет, тогдашний тренер сборной ФРГ Рихард Шёнброн назвал её «талантом, рождающимся раз в столетие».
В 1978 году, в возрасте 18 лет, Ханика несколько раз пробивалась в финалы международных турниров под эгидой Женской теннисной ассоциации, в том числе на Открытых чемпионатах Швеции и Австрии. Осенью этого же года она дебютировала в сборной ФРГ в Кубке Федерации в 1978 году, накануне своего 19-го дня рождения, и принесла команде три очка из четырёх возможных в матчах с соперницами из Бразилии и Великобритании. В 1979 году она уже стала четвертьфиналисткой Открытого чемпионата США, обыграв шестую ракетку турнира Дайанну Фромхольц и уступив лишь посеянной под третьим номером будущей чемпионке — Трэйси Остин.
В начале 1981 года в Сиэтле Ханика выиграла свой первый турнир тура Virginia Slims, а позже на Открытом чемпионате Франции, будучи посеяна под шестым номером, дошла до финала после победы над второй и третьей ракетками турнира Навратиловой и Джегер. В финале она проиграла посеянной под четвёртым номером Гане Мандликовой. До конца года Ханика снова пробилась в четвертьфинал на Открытом чемпионате США, а в марте следующего года одержала самую громкую победу в карьере, выиграв чемпионат тура Virginia Slims. В полуфинале чемпионата она победила австралийку Венди Тёрнбулл, а в финале — Навратилову, сумев отыграться при счёте 6-1, 3-1 в пользу соперницы. После этого до конца сезона она не добивалась крупных успехов, но в 1983 году после пяти подряд проигранных финала (в том числе два поражения от Навратиловой и одно от Тёрнбулл), полуфинала чемпионата тура и четвертьфинала Открытого чемпионата США ей удалось подняться на пятую — высшую в карьере — позицию в рейтинге WTA. Вскоре после этого она также дошла до четвертьфинала Открытого чемпионата Австралии, закрепившись на пятом месте в рейтинге до конца сезона.
Дальнейшим успехам Ханики помешали травмы, часто выводившие её из строя во второй половине 1980-х годов, хотя в 1987 году она ещё занимала 14-е место в рейтинге. В конце 1991 года, после прохождения курса лечения в Калифорнии, Ханика объявила о завершении игровой карьеры: согласно собственному признанию спортсменки, незалеченный бурсит локтевого сустава (известный как «теннисный локоть») позволял ей тренироваться не дольше двух дней подряд, после чего возвращались боли. За годы выступлений она заработала около полумиллиона долларов, завоевав четыре титула в одиночном и один в парном разряде и проиграв 20 финалов. Из общей суммы призовых 100 тысяч долларов приходятся на победу в итоговом чемпионате 1982 года. Несмотря на индивидуальные успехи, Ханика не была регулярным игроком сборной ФРГ из-за своего неуживчивого характера, но тем не менее провела за национальную команду 28 встреч, выиграв 17 из них (в том числе десять в одиночном разряде).
По словам тренера национальной сборной Клауса Хофзасса, Ханика, бывшая на протяжении ряда лет лидером германского женского тенниса (в том числе чемпионкой ФРГ 1979 года на открытых кортах и 1978 года в помещениях), много сделала для его популяризации в стране. Ангела Беру, автор биографии Ханики в сборнике, посвящённом столетию германского тенниса, пишет, что Сильвия «проторила дорогу поколению Граф».

## Положение в рейтинге в конце сезона
|                  | 1983 | 1984 | 1985 | 1986 | 1987 | 1988 | 1989 | 1990 |
| ---------------- | ---- | ---- | ---- | ---- | ---- | ---- | ---- | ---- |
| Одиночный разряд | 5    | 17   | 21   | 50   | 14   | 17   | 41   | 125  |

## Финалы турниров за карьеру

### Одиночный разряд
| Результат | №   | Дата             | Турнир                               | Покрытие | Соперница в финале   | Счёт в финале |
| --------- | --- | ---------------- | ------------------------------------ | -------- | -------------------- | ------------- |
| Поражение | 1.  | 17 июля 1978     | Открытый чемпионат Швеции, Бостад    | Грунт    | Элли Аппел-Вессьес   | 6-2, 4-6, 2-6 |
| Поражение | 2.  | 24 июля 1978     | Открытый чемпионат Австрии, Кицбюэль | Грунт    | Вирджиния Рузичи     | 4-6, 3-6      |
| Поражение | 3.  | 20 ноября 1978   | Крайстчерч, Новая Зеландия           | Трава    | Регина Маршикова     | 2-6, 1-6      |
| Поражение | 4.  | 7 мая 1979       | Открытый чемпионат Италии, Рим       | Грунт    | Трэйси Остин         | 4-6, 6-1, 3-6 |
| Поражение | 5.  | 16 июля 1979     | Открытый чемпионат Австрии (2)       | Грунт    | Гана Мандликова      | 6-2, 5-7, 3-6 |
| Поражение | 6.  | 19 января 1981   | Цинциннати, США                      | Ковёр(i) | Мартина Навратилова  | 2-6, 4-6      |
| Победа    | 1.  | 23 февраля 1981  | Сиэтл, США                           | Ковёр(i) | Барбара Поттер       | 6-2, 6-4      |
| Поражение | 7.  | 25 мая 1981      | Открытый чемпионат Франции, Париж    | Грунт    | Гана Мандликова      | 2-6, 4-6      |
| Поражение | 8.  | 13 июля 1981     | Открытый чемпионат Австрии (3)       | Грунт    | Клаудиа Коде-Кильш   | 5-7, 6-7      |
| Поражение | 9.  | 1 марта 1982     | Лос-Анджелес, США                    | Ковёр(i) | Мима Яушовец         | 2-6, 6-7      |
| Победа    | 2.  | 24 марта 1982    | Avon Championships, Нью-Йорк, США    | Ковёр(i) | Мартина Навратилова  | 1-6, 6-3, 6-4 |
| Поражение | 10. | 3 января 1983    | Вашингтон, США                       | Ковёр(i) | Мартина Навратилова  | 1-6, 1-6      |
| Поражение | 11. | 10 января 1983   | Хьюстон, США                         | Ковёр(i) | Мартина Навратилова  | 3-6, 6-7      |
| Поражение | 12. | 21 февраля 1983  | Окленд, Калифорния, США              | Ковёр(i) | Беттина Бунге        | 3-6, 3-6      |
| Поражение | 13. | 14 марта 1983    | Бостон, США                          | Ковёр(i) | Венди Тёрнбулл       | 4-6, 6-3, 4-6 |
| Поражение | 14. | 26 сентября 1983 | Хартфорд, Коннектикут, США           | Ковёр(i) | Ким Шефер            | 4-6, 3-6      |
| Победа    | 3.  | 22 октября 1984  | Брайтон, Великобритания              | Ковёр(i) | Джоанна Расселл      | 6-3, 1-6, 6-2 |
| Победа    | 4.  | 15 сентября 1986 | Афины, Греция                        | Грунт    | Ангелики Канеллопулу | 7-5, 6-1      |
| Поражение | 15. | 9 февраля 1987   | Сан-Франциско (2)                    | Ковёр(i) | Зина Гаррисон        | 5-7, 6-4, 3-6 |
| Поражение | 16. | 24 августа 1987  | Мауа, Нью-Джерси, США                | Хард     | Мануэла Малеева      | 6-1, 4-6, 1-6 |
| Поражение | 17. | 29 февраля 1988  | Уичито, Канзас, США                  | Хард(i)  | Мануэла Малеева      | 6-75, 5-7     |
| Поражение | 18. | 18 июля 1988     | Экс-ан-Прованс, Франция              | Грунт    | Юдит Визнер          | 1-6, 2-6      |

### Парный разряд
| Результат | №  | Дата           | Турнир                     | Покрытие | Партнёрша          | Соперницы в финале                  | Счёт в финале |
| --------- | -- | -------------- | -------------------------- | -------- | ------------------ | ----------------------------------- | ------------- |
| Поражение | 1. | 20 ноября 1978 | Крайстчерч, Новая Зеландия | Трава    | Катя Эббингхаус    | Шэрон Уолш Лесли Хант               | 1-6, 5-7      |
| Поражение | 2. | 21 января 1980 | Чикаго, США                | Ковёр(i) | Кэти Джордан       | Билли-Джин Кинг Мартина Навратилова | 3-6, 4-6      |
| Победа    | 1. | 28 ноября 1988 | Аделаида, Австралия        | Хард     | Клаудиа Коде-Кильш | Лори Макнил Яна Новотна             | 7-5, 6-7, 6-4 |